# アイドル誕生 輝け昭和歌謡
『アイドル誕生 輝け昭和歌謡』は、NHK BSプレミアム4Kで2023年12月1日の21時00分 - 22時29分（JST）に放送されたテレビドラマ。主演は宇野祥平。
1970年代、日本の音楽シーンを彩った「アイドル」。仕掛け人は、作詞家の阿久悠と宿命のライバルたちであった。オーディション番組に深く関わり、数々のアイドルを世に送り出した阿久悠とその時代を秘蔵映像とエピソードを交えて描く。
翌2024年1月2日にはNHK BSでも放送された。

## あらすじ
広告代理店のコピーライターから作詞家に転じていた阿久悠は、1970年代に入り日本テレビのオーディション番組「スター誕生!」を立ち上げた。森昌子や桜田淳子といった時代のアイドルを次々と世に送り出し、番組を軌道に乗せる。しかし阿久は、そのポテンシャルを自分では見いだせなかった山口百恵をライバルのプロデューサー酒井政利が手掛け、大きく成長させたことを強く意識していた。そして「スター誕生!」に応募してきた素朴な女性フォーク・デュオを、作曲家・都倉俊一と組んで全く新しいアイドル、ピンク・レディーへと変貌させるのだった。

## 登場人物

### 主要人物
阿久悠
演 - 宇野祥平
作詞家。オーディション番組「スター誕生！」で審査員を務め、森昌子や桜田淳子をデビューさせる。
都倉俊一
演 - 宮沢氷魚
作曲家。若くして「スター誕生！」の審査員に抜擢される。阿久とのコンビで山本リンダやフィンガー5などをヒットさせる。
酒井政利
演 - 三浦誠己
レコード会社CBSソニーのプロデューサー。南沙織や天地真理などを手掛けたスゴ腕。
山口百恵
演 - 吉柳咲良
「スター誕生！」に応募してきた女の子。酒井が予選から目を付け、彼のプロデュースでデビューを果たす。
桜田淳子
演 - 山口まゆ
「スター誕生！」に応募してきた女の子。秋田予選会から注目を集め、阿久の作詞でデビューを果たす。
ミー、ケイ
演 - 山谷花純 、中川紅葉
「スター誕生！」に応募してきた二人組。ピンク・レディーとしてデビューする。
土居甫
演 - 迫田孝也
振付師。桜田淳子やピンク・レディーを担当。
飯田久彦
演- 田村健太郎
レコード会社ビクター音楽産業の社員。元ミュージシャン。ピンク・レディーを担当する。
安井千博
演- 渋谷謙人
放送作家。「スター誕生！」の立ち上げに参加。
相馬一比古
演 - 山口森広
芸能プロダクション「T&C ミュージック」社員。ピンク・レディーにスカウトの札を揚げる。
河本明夫
演 - 石田法嗣
「スター誕生！」のスタッフ。
久世光彦
演 -  谷田歩
テレビドラマ「時間ですよ」のプロデューサー。天地真理を当てた酒井の手腕に舌を巻く。
丸橋
演 - 濱津隆之
レコード会社ビクター音楽産業の社員。飯田の上司。清水由貴子を獲れと命じた飯田がフォーク・デュオをスカウトしたことを怒る。
手塚
演 - 堀部圭亮
山口百恵を酒井のもとに連れてくるスタッフ。
谷川
演 - 酒向芳
レコード会社ビクター音楽産業の常務。丸橋と飯田の上司。ピンク・レディーのデビューは8月末だと告げる。
有馬三恵子
演 - 安藤玉恵
作詞家。酒井から依頼され、南沙織のデビュー曲「17才」を作詞する。
百恵の母
演 - 仙道敦子
山口百恵の母。母子家庭で育った娘を応援している。
岡田薫
演 - 萩原聖人
「スター誕生!」を立ち上げた日本テレビのプロデューサー。
萩本欽一
演 - たむたむ
「スター誕生!」の司会者。
森昌子
演 - 熊倉結菜
「スター誕生!」の初代グランドチャンピオン。阿久が作詞した「せんせい」でデビューする。
清水由貴子
演 - 花岡すみれ
ピンクレディーの二人も出場した「スター誕生!」第16回決戦大会でグランドチャンピオンとなり、14社からスカウトのプラカードが揚がる。
千家和也
演 - こだまたいち
作詞家。都倉俊一と組んで山口百恵の初期作品を担当。後に百恵本人の意向で宇崎竜童・阿木燿子夫妻にその座を取って代わられる。
小向紀子
演 - 羽瀬川なぎ
酒井の秘書。
バーテンダー
演 - 辰巳ゆうと
歌手志望のバーテンダー。都倉からジン系のお薦めカクテルを求められ「ピンク・レディー」を出す。
村上司
演 - カトウシンスケ
楽曲出版社の日音の社員。「安保闘争で挫折した青年の孤独」をテーマにした阿久詞の楽曲「ひとりの悲しみ」に可能性を感じ、全く違う歌詞に書き直すよう依頼。尾崎紀世彦の代表曲「また逢う日まで」として再生させる。
萩野りさ
演 - 深尾あむ
「スター誕生!」の予選会に出場したものの審査で落とされ、納得出来ぬまま阿久たちが居る居酒屋まで押し掛けた女性。
太郎
演 - 森優理斗
阿久悠の息子。
板垣
演 - 佐伯新
レコード会社ビクター音楽産業の部長。「ペッパー警部」のカップリングの「乾杯お嬢さん」をピンク・レディーのデビューシングルのA面にすると言って譲らず、大揉めになる。
重役たち
演 - 宇納佑（役名：相良）、中脇樹人、辻義人
山口百恵の可能性に懐疑的なレコード会社CBSソニーの重役たち。
記者
演 - 長村航希
「ひと夏の経験」の歌詞にある「女の子の一番大切なもの」とは何かと百恵に執拗に問い質す。
スタッフ
演 - 関幸治
日本レコード大賞のスタッフ。帝国劇場の舞台袖で2年連続大賞受賞の阿久に声をかける。
国鉄職員
演 - 永山たかし
スポンサーの「日本旅行」と「日立」にかけた「いい日旅立ち」という酒井のアイディアに感服する。
出場歌手
演 - 原愛音、菊原結里
「スター誕生!」第一回決戦大会に出場した歌手。
役柄不明
演 - 柾賢志、柴山智加、森田晃太郎、イワゴウサトシ

## スタッフ
- 作 -  児島秀樹[1]、吉田照幸[1]
- 演出 - 吉田照幸[1]
- 撮影 - 板倉洋子
- 照明 - 丸山和志
- 音声 - 岩間翼
- 映像技術 - 山下純
- 音響効果 - 荒川きよし
- 美術 - 池田正直
- VFX - 鎌田康介
- スタイリスト - 沖田正次
- ヘアメイク - 石井薫子
- スチール撮影 - 細川葉子
- 記録 - 松本月
- 編集 - 木村悦子
- 脚本監修 - オフィス・トゥー・ワン、深田太郎、都倉俊一、酒井プロデュースオフィス
- 歌唱指導 - 森真帆
- 振付指導 - ツト、田尻夏菜
- 歌詞手書 - 金敷駸房
- 制作統括 - 樋口俊一（NHK）[1]、西村崇（NHKエンタープライズ）[1]、大谷直哉(ザロック)[1]
- プロデューサー - 緒方慶子
- 制作 - NHKエンタープライズ
- 制作・著作 - NHK・ザロック